# Gazeta Polska (1826–1907)

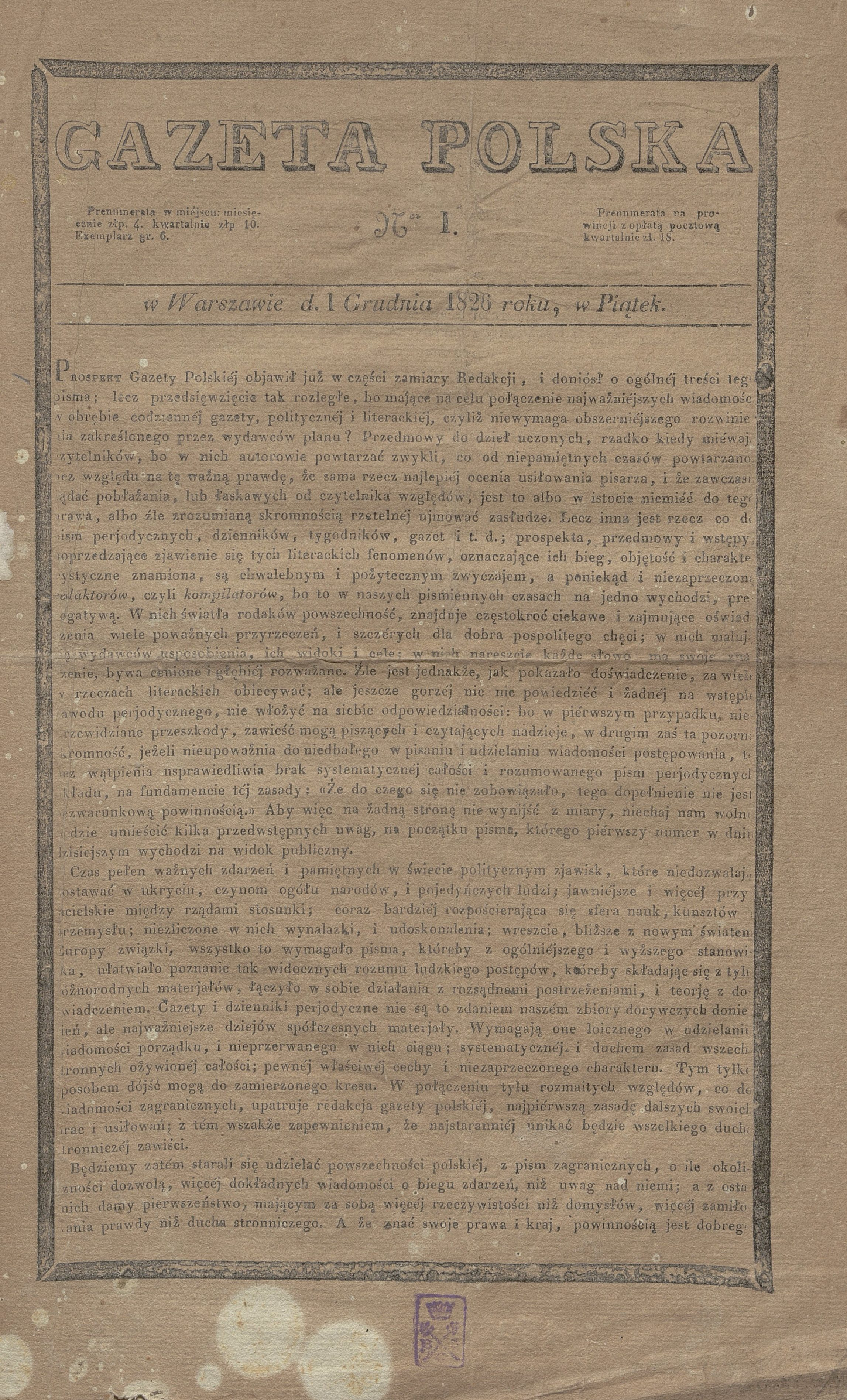
Strona pierwszego numeru (1 grudnia 1826)

Gazeta Polska (w latach 1831–1861 Gazeta Codzienna) – ogólnopolski dziennik informacyjno-polityczny wydawany w latach 1826–1907 w Warszawie.
W 1827–1829, gdy redaktorem jej był Ksawery Bronikowski a współredagował ją Maurycy Mochnacki, „Gazeta Polska” stała się trybuną romantyków w ich sporze z klasykami. Mochnacki opublikował na jej łamach słynną rozprawę Myśli o literaturze polskiej (1828).

## Historia
Obóz przeciwników „Gazety Polskiej” za sprawą Kajetana Koźmiana wykorzystującego swoje wpływy w kręgach rządowych doprowadził gazetę na skraj bankructwa, powodując zmianę jej linii politycznej pod koniec 1829 roku.
Po upadku powstania listopadowego jesienią 1831 tytuł dziennika zmieniono na Gazeta Codzienna. W 1859 Gazetę Codzienną kupił Leopold Stanisław Kronenberg i w 1861 roku przemianował z powrotem na Gazetę Polską. 
Dział literacki gazety redagował w latach 1859–1862 Józef Ignacy Kraszewski, który w tym celu został sprowadzony przez Kronenberga z Żytomierza. Z czasopismem współpracowało wielu publicystów, literatów oraz naukowców. W latach 1860–1864 współpracował z nią m.in. inżynier i wynalazca Stanisław Janicki, a w okresie 1873–1882 pisarz Henryk Sienkiewicz.